# C/2011 L4
C/2011 L4, også kendt under det (indtil videre) uofficielle navn PANSTARRS, er en ikke-periodisk komet, der blev opdaget den 6. juni 2011. Den forventes at blive synlig med det blotte øje omkring dens perihelium-passage i marts 2013. Kometen blev opdaget med det fjernstyrede robotteleskop Pan-STARRS, beliggende tæt på toppen af Haleakala, på øen Maui i Hawaii.
Da kometen blev opdaget havde den en tilsynladende størrelsesklasse på 19.
Knap et år senere, i maj 2011, var den kommet så tæt på, at den tilsyneladende størrelsesklasse var vokset til 13,5, og den kunne nu ses med et stort amatørteleskop. C/2011 L4 passerede sit Jord-næreste punkt den 5. marts 2013. Her var den 1,09 AE fra Jorden, dvs. godt een Sol-Jord-afstand. Fem dage senere, den 10. marts, har den sin perihelium-passage og det forventes, at den vil være lige så lysstærk som de klareste stjerner i Karlsvognen. Den vil dog desværre stå lavt i horisonten lige efter solnedgang, mens det stadig er tusmørke. Det bedste tidspunkt at observere den på, vil være i dagene omkring den 11-13. marts, lige efter solnedgang og lavt mod vest.
Kometen har formentlig brugt millioner af år på at komme ude fra Oortskyen og ind til de inderste egne af solsystemet. Den Solnære passage vil ændre banen for C/2011 L4 så meget at den vil blive elliptisk med en estimeret omløbstid på omkring 110.000 år.